# Kronans Apotek
Kronans Apotek grundades 1907 av apotekaren Gustaf Bernström i Göteborg, då under namnet Kronans Droghandel.

## Historia

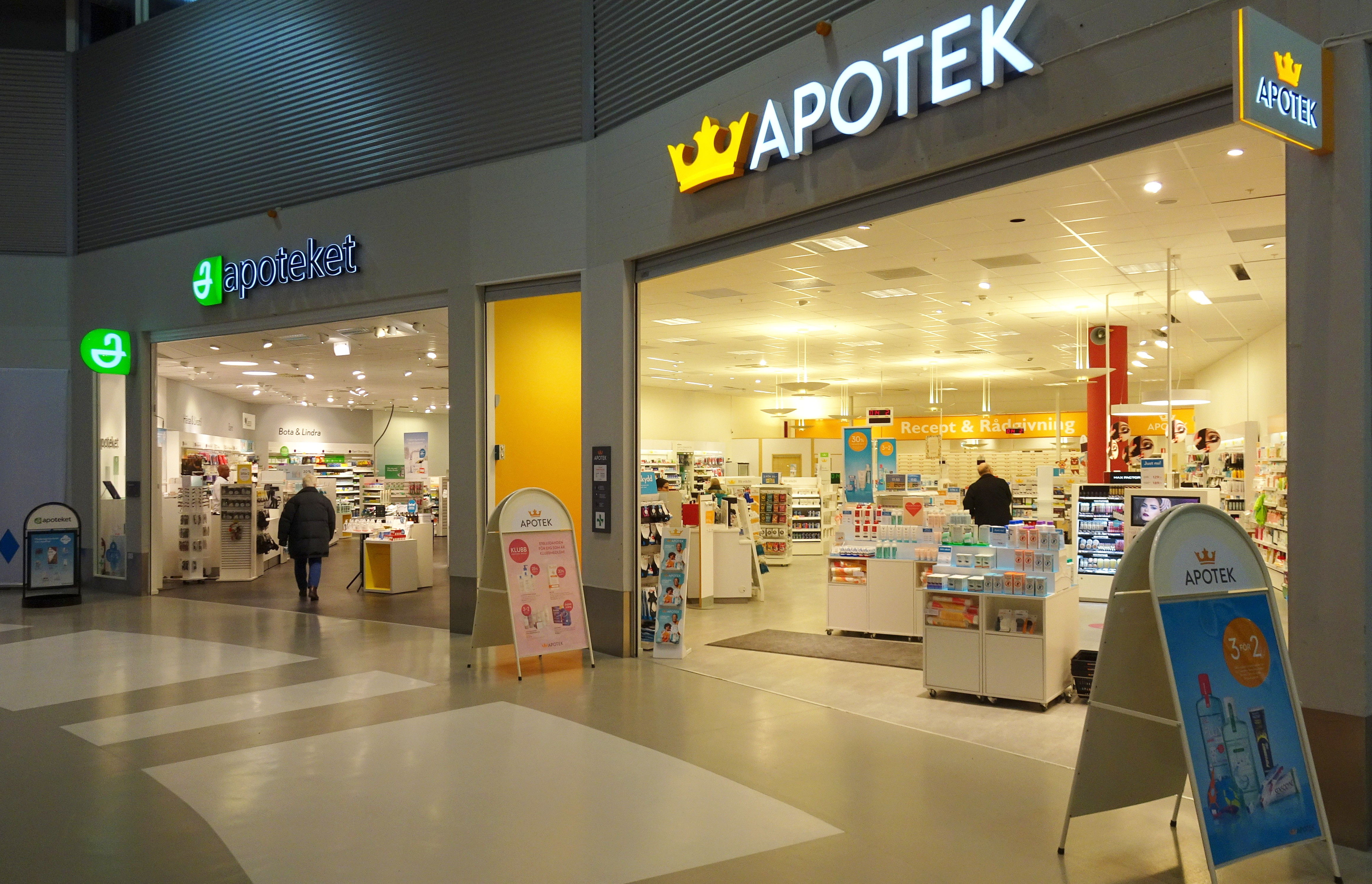
Kronans Apotek vägg i vägg med konkurrenten Apoteket i Kungens kurva.

Apoteket Strutsen i Göteborg drevs i början av 1700-talet av apotekaren Franz Martin Luth. 1718 levererade han ingredienserna till balsameringen av kung Karl XII, efter att denne stupat i Halden i Norge. Istället för kontant betalning, förärades Luth titeln Kunglig Hovapotekare och rätten att kalla sitt apotek Apoteket Kronan. År 1907 beslutade apotekare Gustaf Bernström, som året innan anställts vid apoteket Kronan, att från den dåvarande innehavaren Fredrik Mossberg överta den del av rörelsen som importerade och handlade med läkemedel och grundade Kronans Droghandel. År 1959 köpte ett konsortium ägt av läkemedelsindustrin Kronans Droghandel. Efter förstatligandet av apoteksväsendet 1971 fortsatte Kronans Droghandel med distribution av läkemedel till statliga Apoteket, senare Apoteket AB. 2002 blev finska Orion Corporation majoritetsägare i Kronans Droghandel och bildade företaget Oriola Corporation, som noterades på Helsingfors fondbörs.
I och med apoteksmonopolets upphävande 2009 gavs Kronans Droghandel rätt att köpa 170 apotek och kedjan började verka 2010. Företaget blev därmed Sveriges tredje största apotekskedja med över 300 apotek.
År 2013 köpte Kronans Droghandel upp MedStop Apotek, och bytte år 2021 namn till Kronans Apotek.
År 2022 gick Kronans Apotek och Apoteksgruppen samman och bildade ett nytt bolag under det gemensamma varumärket Kronans Apotek.

## Distributionsverksamheten idag
I samband med omregleringen av den svenska apoteksmarknaden valde Kronans Droghandel att använda varumärket KD Pharma för sin distributionsverksamhet och Kronans Droghandel för sin apoteksverksamhet. Från och med 1 januari 2011 kom KD Pharma att byta namn till Oriola AB. Namnet kommer från den största ägaren, finländska Oriola Oy. I början av 2016 köpte företaget upp Uppsala-baserade Svensk Dos AB, och blev på så vis en ledande aktör inom läkemedelsförsörjning till sjukvårdssektorn i Sverige.

## Apoteksverksamheten idag
I samband med avregleringen av den svenska apoteksmarknaden bildades Kronans Droghandel Retail AB i augusti 2009. Företaget ägdes till 80% av Oriola Corporation och till 20% av Kooperativa Förbundet, KF. Från november 2012 ägs Kronans Droghandel Apotek AB till 100% av Oriola. VD är sedan december 2021 Hannes Hasselrot. Bolaget köpte 171 apotek av Apoteket AB i samband med att det statliga bolaget styckades och såldes i ett auktionsförfarande.
År 2013 köpte moderbolaget Oriola konkurrenten Medstop, vilken slogs ihop med Kronans Droghandel Apotek AB och fick namnet Kronans Apotek mot marknaden. Köpet innebar att marknadsandelen blev cirka 21 procent och omfattade 290 apotek.
I februari 2022 meddelade Oriola och Apoteksgruppens ägare Euroapotheca att de två kedjorna skulle läggas i ett gemensamt hälftenägt holdingbolag. Sammanslagningen meddelades vara klar den 3 oktober 2022. Kort därefter meddelades att det sammanslagna verksamheten skulle ta Kronans Apotek som namn på kedjan och att namnet Apoteksgruppen skulle fasas ut.
Idag har apotekskedjan cirka 515 apotek och cirka 25 procents marknadsandel, efter övertagandet av Apoteksgruppen.